# Marcela de Roma
Marcela (Roma, 325 — Roma, 410) foi uma nobre viúva romana, torturada e assassinada pelos visigodos durante o saque de Roma no ano 410.

## Biografia

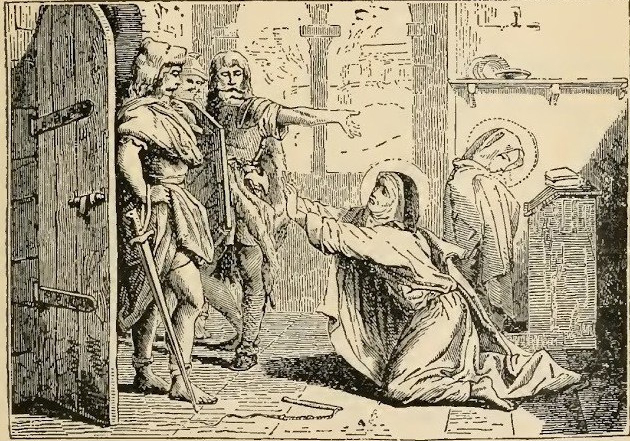
Santa Marcela implorando aos godos

Ela conheceu Santo Atanásio quando ainda era uma criança e ficou fascinada pelas suas historias da austeridade e ascetismo dos monges egípcios. Mais tarde, casou-se para satisfazer seus pais mas ficou viúva sete meses depois; tempos depois recusaria as propostas de casamento do cônsul Cerealis. Ela se dedicou aos trabalhos de caridade e o seu palácio no Monte Aventino se tornou o centro de reuniões dos cristãos. Em volta dela se formou um grupo de senhoras nobres de desejava viver uma vida de austeridade e ascetismo. Entre eles se incluíam Marcelina, seus irmãos Ambrósio e Sátiro, Fabíola, Asela, Léia e Paula com suas filhas.
Marcela era um notável exemplo para suas filhas espirituais: ela sempre abstinha-se de vinho e carne, passava seu tempo em leituras das escrituras, orando e visitando as igrejas dos apóstolos e mártires, e nunca falava com um homem, quando sozinha. Marcela recebeu São Jerônimo quando este chegou em Roma e ele ficou três anos com ela, guiando sua escola/mosteiro para devotas que ensinava jovens no estudo das escrituras e orações. Marcela converteu inúmeras almas a cristandade e era uma mulher de grande habilidade intelectual, e não tinha medo de se confrontar com o mestre Jerônimo.
Quando os visigodos invadiram Roma em 410, o Rei Alarico (r. 395–410) ordenou que ela fosse presa e torturada para força-la a revelar o local dos seus tesouros, os quais ela já havia dado aos pobres. Marcela foi açoitada impiedosamente sem reclamar, mas pediu para que poupassem sua aluna de nome Princípia. Ela foi finalmente solta, mas não resistiu aos ferimentos, vindo a falecer nos braços de Princípia em Agosto de 410.
Santa Marcela se correspondia frequentemente com o seu mentor espiritual, São Jeronimo, o qual respondia suas perguntas sobre questões espirituais, e ele passou a respeita-la e referir-se a ela com "a gloria das damas romanas".
Onze das sua cartas à Santa Marcela sobreviveram ao tempo e estão guardada na Biblioteca do Vaticano. Sua festa é celebrada no dia 31 de janeiro.